# Jahnsgrün (Bergen)
Jahnsgrün ist ein Teil der sächsischen Gemeinde Bergen im Vogtlandkreis, der seit 2010 nicht mehr als Ortsteil geführt wird.

## Geographie

### Geographische Lage und Verkehr
Die Häusergruppe Jahnsgrün liegt nordwestlich von Bergen auf der Ortsgemarkung an der Bundesstraße 169. Die Siedlung Jahnsgrün befindet sich im Zentrum des Vogtlandkreises und im sächsischen Teil des historischen Vogtlands. Geografisch liegt der Ort im Osten des Naturraums Vogtland.
Jahnsgrün ist über die PlusBus-Linie 70 des Verkehrsverbunds Vogtland im Stundentakt mit Bergen, Rodewisch, Auerbach und Plauen verbunden.

### Nachbarorte
| Mechelgrün | Zschockau                                   |        |
|            | Kompassrose, die auf Nachbargemeinden zeigt |        |
|            | Streuberg                                   | Bergen |

## Geschichte
Die Häusergruppe Jahnsgrün in der nordwestlichen Ortsflur von Bergen gehörte als Teil von Bergen ursprünglich bis 1856 zum kursächsischen bzw. späteren königlich-sächsischen Amt Plauen. 1856 wurde Jahnsgrün in der Flur von Bergen dem Gerichtsamt Falkenstein und 1875 der Amtshauptmannschaft Auerbach angegliedert.
Durch die zweite Kreisreform in der DDR kam die Siedlung Jahnsgrün als Gemeindeteil von Bergen im Jahr 1952 zum Kreis Auerbach im Bezirk Chemnitz (1953 in Bezirk Karl-Marx-Stadt umbenannt), der 1990 als sächsischer Landkreis Auerbach fortgeführt wurde und 1996 im Vogtlandkreis aufging. Jahnsgrün wird seit dem 1. Oktober 2010 nicht mehr explizit als Gemeindeteil ausgewiesen, sondern er ist nun dem Ort Bergen untergeordnet.